# 安澄
安澄（あんちょう、天平宝字7年（763年） - 弘仁5年3月1日（814年3月29日））は、奈良時代から平安時代初期にかけての三論宗の僧。俗姓は身人氏（むとべし）。丹波国船井郡の出身。
善議（ぜんぎ）に師事して三論教学を学び、また密教にも通じていた。その当時奈良大安寺における三論宗の論客として知られ、法相宗の泰演と論争を行っている。